# Nagroda Dziennikarzy na Festiwalu Polskich Filmów Fabularnych
Nagroda Dziennikarzy na Festiwalu Polskich Filmów Fabularnych jest nagrodą pozakonkursową. Przyznawana jest przez krytyków filmowych akredytowanych na festiwal. Przyznawana jest od 1976 r. Najwięcej, trzykrotnie nagrodę otrzymali Krzysztof Zanussi i Dorota Kędzierzawska. Dwa razy wyróżnienie otrzymywali: Andrzej Wajda, Andrzej Barański, Robert Gliński, Wiesław Saniewski i Krzysztof Krauze.

## Laureaci nagrody

### 1976–1979
- 1976: nagroda ex-aequo
  - Zofia, reż. Ryszard Czekała
  - Personel, reż. Krzysztof Kieślowski
- 1977: Człowiek z marmuru, reż. Andrzej Wajda
- 1978: Spirala, reż. Krzysztof Zanussi
- 1979: Kung-fu, reż. Janusz Kijowski

### 1980–1989
- 1980: Wizja lokalna 1901, reż. Filip Bajon
- 1981: Ręce do góry, reż. Jerzy Skolimowski
- 1982: festiwal się nie odbył
- 1983: festiwal się nie odbył
- 1984: Danton, reż. Andrzej Wajda
- 1985: Kobieta z prowincji, reż. Andrzej Barański i Ewa Dałkowska za rolę w tym filmie
- 1986: nie przyznano
- 1987: Matka Królów, reż. Janusz Zaorski

wyróżnienie: Niedzielne igraszki, reż. Robert Gliński
- 1988: Dotknięci, reż. Wiesław Saniewski
- 1989: Przesłuchanie, reż. Ryszard Bugajski

### 1990–1999
- 1990: Ucieczka z kina „Wolność”, reż. Wojciech Marczewski
- 1991: nie przyznano
- 1992: Wszystko, co najważniejsze, reż. Robert Gliński
- 1993: Jańcio Wodnik, reż. Jan Jakub Kolski
- 1994: Wrony, reż. Dorota Kędzierzawska
- 1995: Łagodna, reż. Mariusz Treliński
- 1996: Cwał, reż. Krzysztof Zanussi
- 1997: Kroniki domowe, reż. Leszek Wosiewicz
- 1998: Nic, reż. Dorota Kędzierzawska
- 1999: Dług, reż. Krzysztof Krauze

### 2000–2009
- 2000: Życie jako śmiertelna choroba przenoszona drogą płciową, reż. Krzysztof Zanussi
- 2001: Cześć Tereska, reż. Robert Gliński
- 2002: Edi, reż. Piotr Trzaskalski
- 2003: Symetria, reż. Konrad Niewolski
- 2004: Wesele, reż. Wojciech Smarzowski
- 2005: Parę osób, mały czas, reż. Andrzej Barański
- 2006: Plac Zbawiciela, reż. Krzysztof Krauze i Joanna Kos-Krauze

wyróżnienie: Bezmiar sprawiedliwości, reż. Wiesław Saniewski
- 2007: nagroda ex-aequo
  - Pora umierać, reż. Dorota Kędzierzawska
  - Rezerwat, reż. Łukasz Palkowski
- 2008: 33 sceny z życia, reż. Małgorzata Szumowska
- 2009: Rewers, reż. Borys Lankosz

### Od 2010
- 2010: Erratum, reż. Marek Lechki
- 2011: Róża, reż. Wojciech Smarzowski
- 2012: nagroda ex-aequo
  - Jesteś Bogiem, reż. Leszek Dawid
  - Pokłosie, reż. Władysław Pasikowski
- 2013: Ida, reż. Paweł Pawlikowski
- 2014: Bogowie , reż. Łukasz Palkowski